# Maello (kommunhuvudort)
Maello är en kommunhuvudort i Spanien.   Den ligger i provinsen Provincia de Ávila och regionen Kastilien och Leon, i den centrala delen av landet, 80 km nordväst om huvudstaden Madrid. Maello ligger 1 032 meter över havet och antalet invånare är 684.
Terrängen runt Maello är huvudsakligen platt, men söderut är den kuperad. Runt Maello är det glesbefolkat, med 8 invånare per kvadratkilometer. Närmaste större samhälle är Villacastín, 8,9 km öster om Maello. Trakten runt Maello består i huvudsak av gräsmarker.